# TV Nußdorf
Der Turnverein 1913 Nußdorf e. V., kurz TV Nußdorf, ist ein Sportverein aus Nußdorf dem nördlichsten Stadtteil von Landau in der Pfalz in Rheinland-Pfalz.

## Geschichte
Der 1913 gegründete Turnverein Nußdorf ist ein Mehrspartenverein der die Sportarten Fußball, Handball, Leichtathletik, Tennis und Turnen anbietet. Das Gründungsjahr der Handballabteilung war 1927, das der Leichtathletikabteilung 1948 und 1984 kam die Tennisabteilung hinzu.

## Handball
Die größten Erfolge der Abteilung hatten die Frauen des TV 1913 mit Pfälzischen- und Regionalliga-Meisterschaften sowie die damit verbundenen Aufstiege in die dritt- und zweithöchsten Spielklassen wie in die Regionalliga Süd und die 2. Bundesliga der Frauen. Die Frauenhandballabteilung des TVN spielte mit Ausnahme der Saison 1990/91, in der sie in der 2. Bundesliga spielten, von 1984 bis 2003 durchgängig in der drittklassigen Regionalliga. Bis zur Gründung der Handballspielgemeinschaft (HSG) Landau/Land nahm der TV Nußdorf mit Frauen-, Männer und Nachwuchsmannschaften am Spielbetrieb des Pfälzischen Handballverbandes teil. In der Saison 2018/19 ging die Handballabteilung des TVN in die HSG Landau/Land über. In der Saison 2024/25 treten die Männer und Frauen der HSG Landau in der fünftklassigen Pfalzliga an.

### Erfolge
Frauen
- Aufstieg in die 2. Bundesliga 1990
- Meister Regionalliga Südwest 1990
- Vizemeister Regionalliga Südwest 1994
- DHB-Pokal Hauptrunde 1989/90, 1990/91
- Aufstieg in die Regionalliga Süd (3. Liga) 1984
- Pfälzischer Meister der Frauen (4. Liga) 1984
- Meister Regionalliga Südwest (Staffel Süd) 1989, 1994
- Vizemeister Regionalliga Südwest (Staffel Süd) 1993

## Leichtathletik
Sportlerpersönlichkeiten
- Ricarda Lobe Leichtathletin
- Max Wiebe Verbandsrekordhalter im 400-Meter-Hürdenlauf (18. Juni 2005)